# Kumarapalayam
Kumarapalayam är en stad i den indiska delstaten Tamil Nadu, och tillhör distriktet Namakkal. Folkmängden uppgick till 71 594 invånare vid folkräkningen 2011, med förorter 195 071 invånare.